# Perfluordecansulfonsäure
Perfluordecansulfonsäure ist eine chemische Verbindung aus der Gruppe der Perfluorsulfonsäuren innerhalb der per- und polyfluorierten Alkylverbindungen (PFAS).

## Vorkommen
Perfluordecansulfonsäure ist ein Mikroschadstoff, der in Meeresorganismen und Abwasserschlamm vorkommt.

## Eigenschaften
Perfluordecansulfonsäure ist ein dunkelbrauner bis schwarzer Feststoff.

## Verwendung
Perfluordecansulfonsäure kann als sehr starke Säure als Katalysator für regioselektive Alkylierungen verwendet werden.

## Regulierung
In der EU sind die Höchstmengen von per- und polyfluorierten Alkylverbindungen (PFAS) im Trinkwasser über den Anhang I, Teil B der Richtlinie (EU) 2020/2184 (Trinkwasserrichtlinie) mit zwei verschiedenen Summen-Grenzwerte geregelt. Danach darf der Gesamtgehalt aller PFAS 0,50 μg/l, und die Summe der im Anhang III Teil B Nummer 3 genannten PFAS (PFAS-20), zu welchen auch Perfluordecansulfonsäure gehört, 0,10 μg/l nicht überschreiten. Als Europäische Richtlinie ist die Richtlinie (EU) 2020/2184 allerdings nicht unmittelbar gültig, sondern muss jeweils in nationales Recht umgesetzt werden. In Deutschland wurde dies durch die Novellierung der Trinkwasserverordnung umgesetzt. Danach darf ab dem 12. Januar 2026 die Summe PFAS-20 den Wert von 0,10 μg/l nicht mehr überschreiten. In Österreich gab es Stand November 2023 noch keine Umsetzung.